# Амурские ворота
Аму́рские воро́та — триумфальная арка в стиле ампир, сооружённая в 1858 году в Иркутске в честь подписания Айгунского договора (выгодного для Российской империи и «неравноправного» с точки зрения Китая).
Располагались ворота при спуске с Крестовой горы на стыке улиц Амурской и Преображенской.

## История

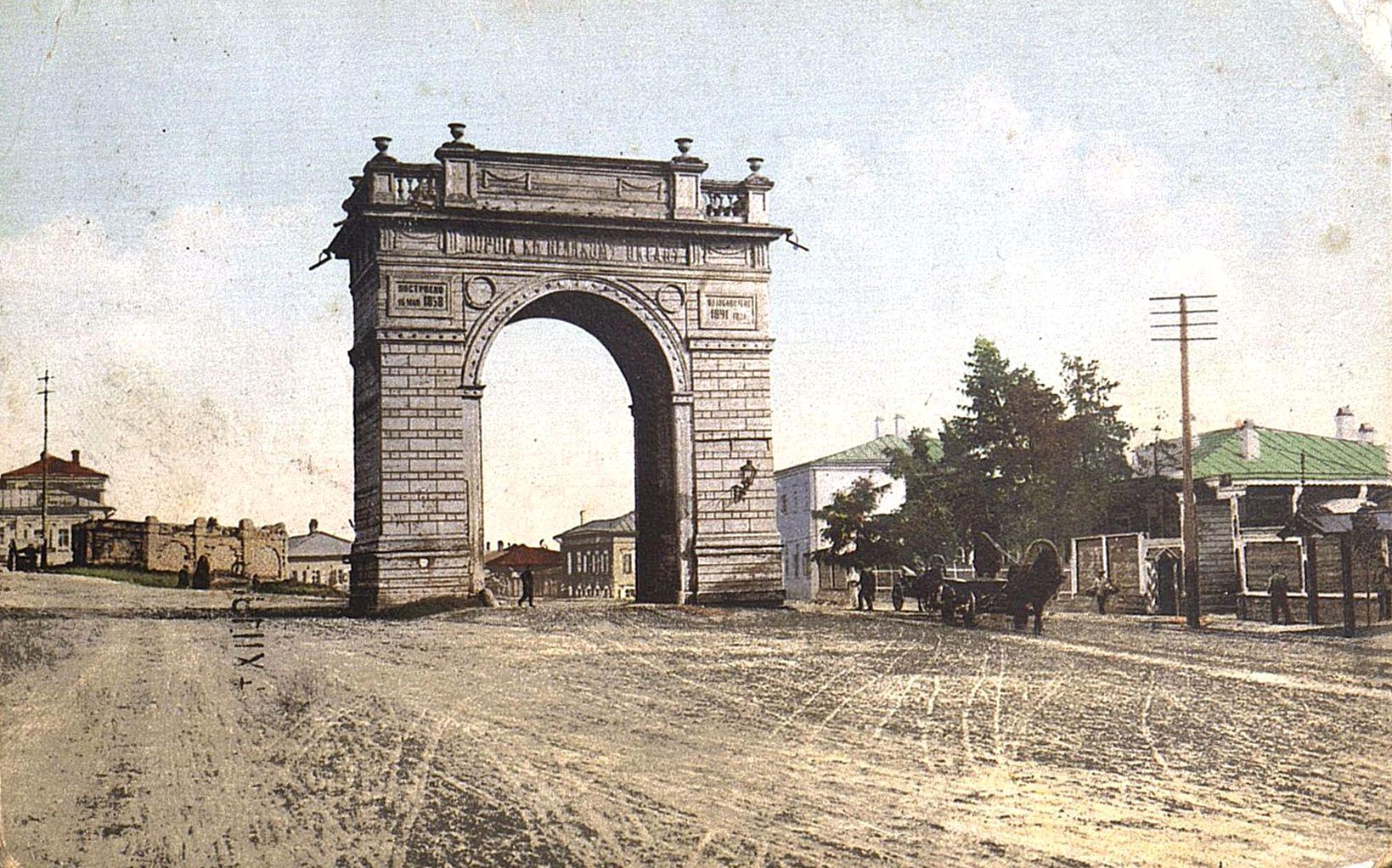
Амурские ворота. Открытка 1900-х гг.

Задолго до возведения Амурских ворот в городской ограде, которая находилась на месте современной улицы Карла Маркса, существовали древние Заморские ворота.
Триумфальная арка была выстроена городским обществом для встречи генерал-губернатора Николая Муравьёва-Амурского, который возвращался с Амура после подписания Айгунского договора с Китайской Империей. По нему Российская империя получила левый берег Амура с рядом обширных территорий, была закреплена граница между двумя государствами.
В 1891 году была произведена реконструкция Амурских ворот, но к 1920 году они вновь обветшали. На этот раз арку реставрировать не стали и памятник был снесён.
В августе 2009 года к 350-летию Иркутска, которое отмечалось в 2011 году, было решено восстановить Амурские ворота. Однако, восстановлены они не были (по состоянию на март 2024 года).